# Офицер и джентльмен
«Офицер и джентльмен» (англ. An Officer and a Gentleman) — художественный мелодраматический фильм режиссёра Тэйлора Хэкфорда, премьера которого состоялась в июле 1982 года. Главные роли исполняют Ричард Гир и Дебра Уингер.
Две премии «Оскар» (актёру Луису Госсетту-младшему и авторам песни Up Where We Belong), а также четыре номинации, в том числе за лучшую женскую роль (Уингер). Американским институтом киноискусства признана одной из величайших романтических картин в истории.

## Сюжет
Зак Мэйо поступает в военное училище, готовящее пилотов морской авиации. После трёх месяцев муштры Зак начинает понимать, что такое армейская дисциплина, его характер укрепляется в столкновении с сержантом Фоули, который жестко отсеивает всех «слабаков». Одновременно Зак влюбляется в местную девушку, но пытается обуздать свои чувства, чтобы не связывать себя узами брака. Самоубийство товарища вынуждает Зака пересмотреть свои взгляды на жизнь. В итоге он успешно оканчивает подготовительный курс и делает предложение своей девушке.

## В ролях
- Ричард Гир — курсант/энсайн Зак Мэйо
- Дебра Уингер — Пола Покрифки
- Дэвид Кит — курсант Сид Уорли
- Луис Госсетт-младший — комендор-сержант Эмиль Фоули
- Лиза Блаунт — Линетта Поумрой
- Лиза Айлбахер — курсант/энсайн Кейси Сигер
- Тони Плана — курсант/энсайн Эмилиано Делла Серра
- Харольд Сильвестр[англ.] — курсант/энсайн Лайонел Перримен
- Дэвид Карузо — курсант Топер Дениэлс
- Роберт Лоджиа — Байрон Мэйо
- Виктор Френч[англ.] — Джо Покрифки
- Грейс Забриски — Эстер Покрифки
- Эд Бегли-мл.  — инструктор высотной камеры (голос)

## Премии и награды
Фильм получил шесть номинаций на награду американской киноакадемии «Оскар» и две статуэтки в номинациях «Лучшая мужская роль второго плана» — Луис Госсетт-младший и «Лучшая песня» — «Up Where We Belong», в исполнении дуэта Джо Кокера и Дженнифер Уорнс. А также награду Британской киноакадемии и два «Золотых глобуса» в тех же номинациях.
| Награда | Дата вручения       | Категория                    | Номинанты и получатели                                            | Результат | П.    |
| ------- | ------------------- | ---------------------------- | ----------------------------------------------------------------- | --------- | ----- |
| «Оскар» | 11 апреля 1983 года | Лучшая актриса               | Дебра Уингер                                                      | Номинация | [ 4 ] |
| «Оскар» | 11 апреля 1983 года | Лучший актер второго плана   | Луис Госсетт мл.                                                  | Победа    | [ 4 ] |
| «Оскар» | 11 апреля 1983 года | Лучший оригинальный сценарий | Дуглас Дэй Стюарт                                                 | Номинация | [ 4 ] |
| «Оскар» | 11 апреля 1983 года | Лучший монтаж                | Питер Циннер                                                      | Номинация | [ 4 ] |
| «Оскар» | 11 апреля 1983 года | Лучшая музыка к фильму       | Джек Ницше                                                        | Номинация | [ 4 ] |
| «Оскар» | 11 апреля 1983 года | Лучшая песня к фильму        | Up Where We Belong — Джек Ницше и Баффи Сент-Мари, Уилл Дженнингс | Победа    | [ 4 ] |

## Наследие
Фильм получил признание Американского института киноискусства в следующих списках:
- 2002 год: 100 самых страстных американских фильмов за 100 лет по версии AFI — № 29
- 2004 год: 100 лучших песен из американских фильмов за 100 лет по версии AFI
  - Up Where We Belong — № 75
- 2006 год: 100 самых вдохновляющих американских фильмов за 100 лет по версии AFI — № 68